# Kabinet Kanté
Kabinet Kanté né en 1936 en Guinée, est un professeur et candidat de sciences physiques et mathématiques. Il occupe le poste de chef de la direction nationale de la recherche scientifique et de la technologie au sein du gouvernement de la république de Guinée.
Il a été conseiller du président de la République de Guinée.

## Biographie
Kabinet Kanté né en 1936 en République de Guinée. Il a étudié à l'école de mécanique de Paris pendant deux ans. Fin mars 1960, il part à Moscou pour faire ses études.
En Union soviétique, il devient l'un des premiers étudiants de l'Université de l'Amitié des peuples Patrice Lumumba. Il a reçu le numéro d'identification d'étudiant 24.
Il a étudié à la faculté de physique, de mathématiques et de sciences naturelles et a obtenu en 1965 un diplôme en mathématiques. La même année, il est admis à l'école doctorale du département d'analyse mathématique. Le professeur V. V. Ryzhkov est devenu le superviseur scientifique. En 1969, il soutient sa thèse. Il est devenu le premier diplômé de l'Université de l'amitié des peuples de Russie, qui a reçu le diplôme de Candidat en sciences physiques et mathématiques.

## Parcours professionnel
Kabinet Kanté travaillait à l'Institut polytechnique de Conakry et y dirigeait le département de mathématiques. En 1981, il devient directeur général du département bauxite du ministère des Ressources minérales. Il a été conseiller du président de la République de Guinée. Chef de la direction nationale de la recherche scientifique et de la technologie au gouvernement de la République de Guinée ,. Maintenant à la retraite.